# Католицизм в Бурунди

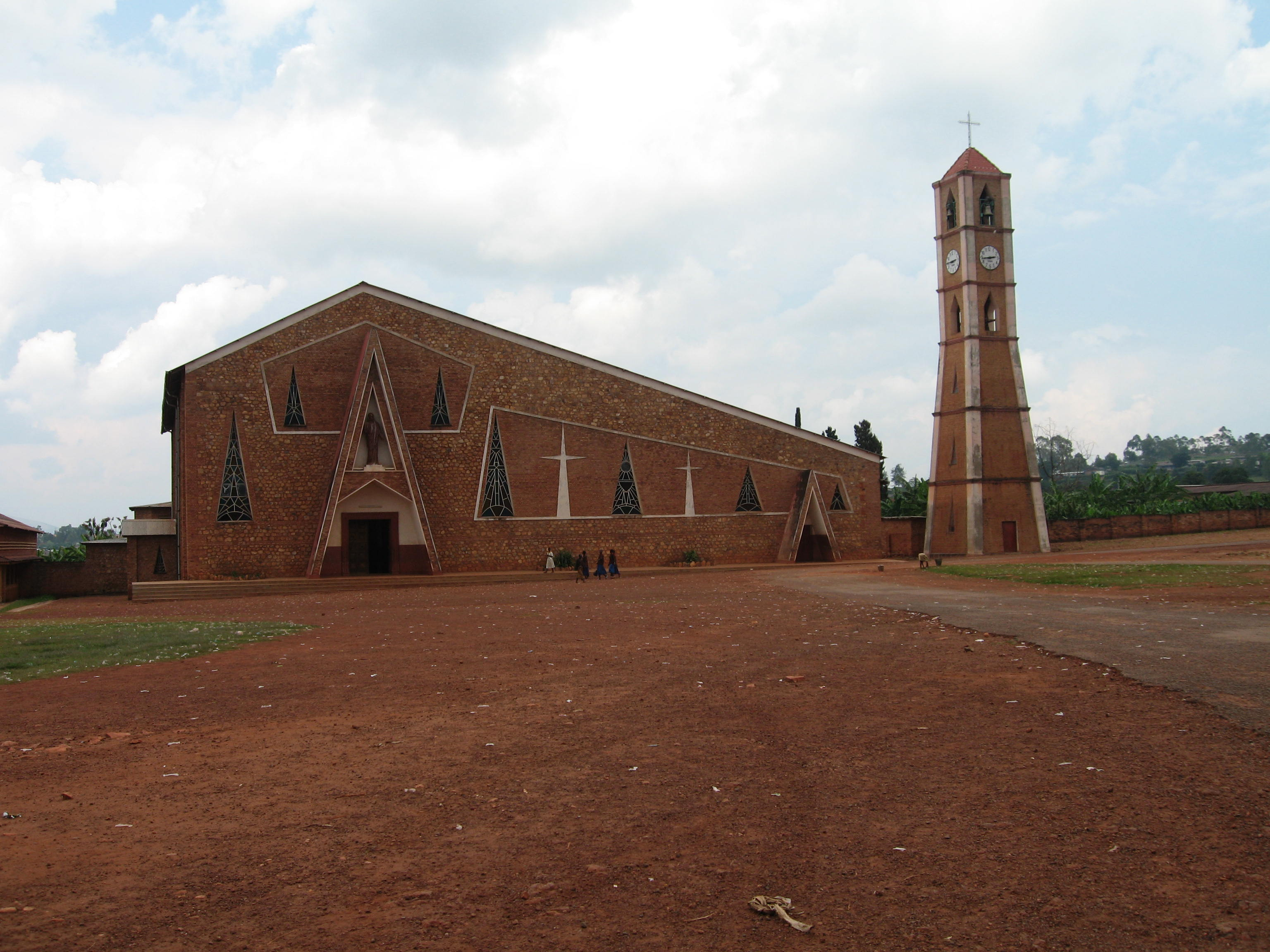
Собор Христа Царя, Гитега, Бурунди

Карта Бурунди

Католицизм в Бурунди или Католическая церковь в Бурунди является частью всемирной Католической церкви. Численность католиков в Бурунди составляет около трёх миллионов 900 тысяч человек (около 62 % от общей численности населения).

## История
В 1879 году на территорию современного Бурунди прибыли первые католические миссионеры из монашеской конгрегации «Белые отцы». В 1895 года территория Урунди вошла в новый апостольский викариат Уньяньембе (сегодня – Архиепархия Таборы). В 1912 году был создан апостольский викариат Киву, к которому была присоединена Урунди. В 1922 году Святой Престол учредил апостольский викариат Урунди, который распространял свою юрисдикцию на весь современный Бурунди.
В 1925 году был рукоположён первый священник из местного населения.  В 30-х годах XX столетия значительно увеличилась численность католиков в стране. В 1937 году католиков в Бурунди насчитывалось около 250 тысяч человек. В 1959 году были образованы первая епархия Бужумбуры. С учреждением в 1959 году архиепархии Гитеги Бурунди стала независимой церковной провинцией.
Гражданская война 1972 – 1973 гг. и 1993 – 1996 гг.  в Бурунди привела к многочисленным жертвам; погибло много представителей католического духовенства и мирян. В сентябре 1996 года от рук повстанцев погибли архиепископ архиепархии Гитеги Жоашим Рухуна и апостольский нунций Майкл Айдан Кортни. 28 апреля 1997 года погибло несколько десятков семинаристов, обучавшихся в Бурури. На следующий день повстанцы разрушил кафедральный собор в Бурури и резиденцию епископа.
После нормализации политической обстановки в стране стал возможен приезд Римского папы Иоанна Павла II, который посетил страну с пастырским визитом в сентябре 1990 года.

## Структура
В Бурунди действует 2 архиепархия, 6 епархий, 140 приходов. Все епархии страны объединяются единой административной структурой «Конференция католических епископов Бурунди» (Conférence des Evêques catholiques du Burundi, CECAB).
- Архиепархия Бужумбуры;
  - Епархия Бубанзы;
  - Епархия Бурури;
- Архиепархия Гитеги;
  - Муйинги;
  - Нгози;
  - Руйиги;
  - Рутаны.

## Примечание
1. ↑  ЦРУ — The World Factbook. Дата обращения: 27 июня 2012. Архивировано 28 января 2018 года.

## Источник
- Католическая Энциклопедия, т. 1, изд. Францисканцев, М., 2002, стр. 794, ISBN 5-89208-037-4